# Paleis van Mandalay

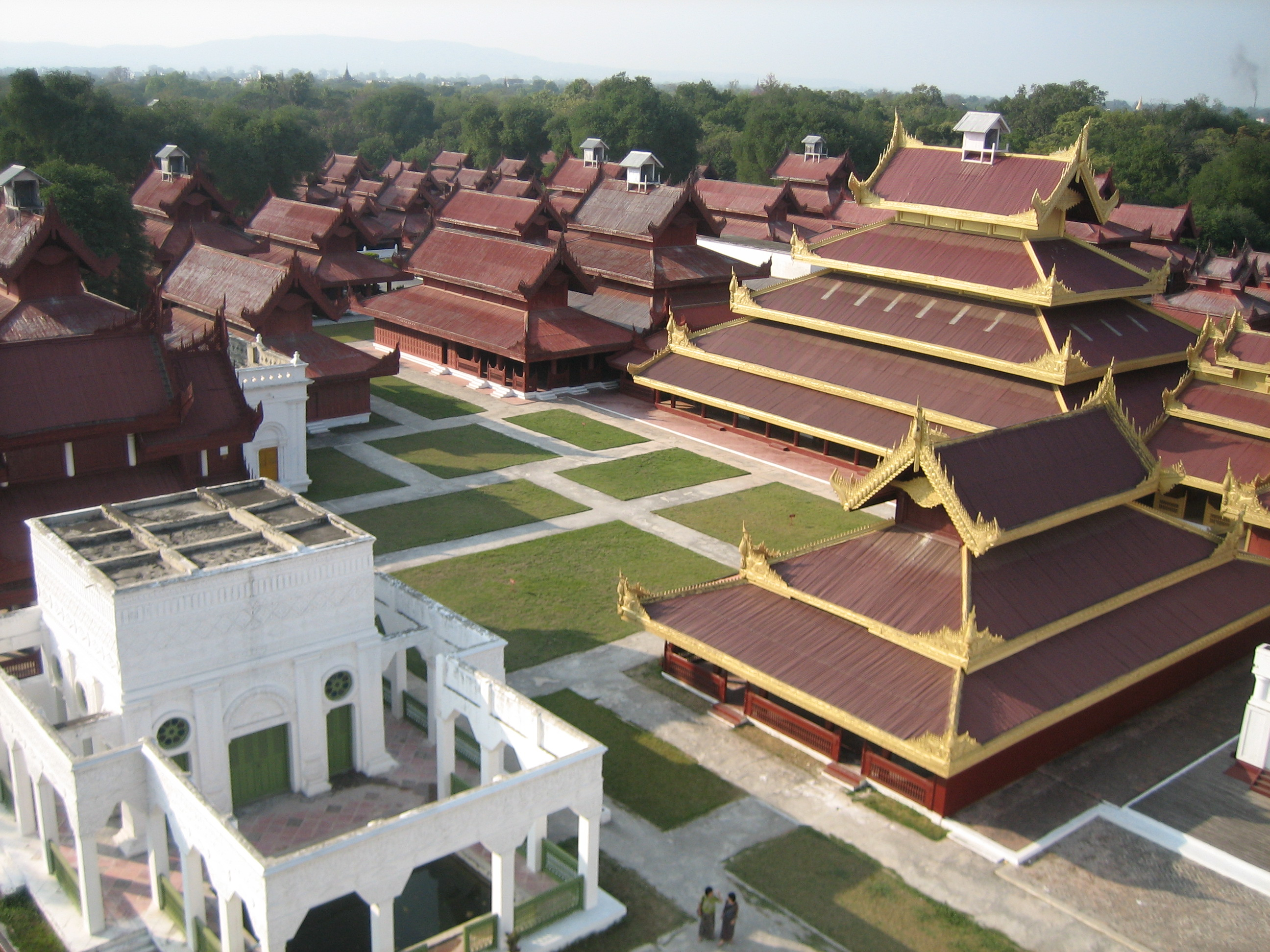
De paleisgebouwen binnen de fortificatie. Elk gebouw is slechts één verdieping hoog. Het aantal dakranden geeft aan hoe belangrijk een gebouw is. Het gebouw met de vijf gouden dakranden is de troonzaal.

Het paleis van Mandalay in Myanmar werd gebouwd in de periode van 1857 tot 1859, in opdracht van koning Mindon Min. Het paleis was onderdeel van de nieuwe hoofdstad Mandalay die hij liet bouwen. Zijn opvolger, koning Thibaw Min, bleef wonen totdat hij in 1885, tijdens de Derde Engels-Birmese Oorlog, gevangen werd genomen.
Het paleis bestaat uit verschillende gebouwen die elk slechts één verdieping hoog zijn. Deze liggen binnen een ommuring. Oorspronkelijk waren de daken boven de bastions met bladgoud bedekt. 
Het paleis werd tijdens de Tweede Wereldoorlog bijna volledig weggevaagd. Slechts enkele gebouwen hebben de bombardementen overleefd. De gebouwen zijn in de jaren negentig van de 20e eeuw herbouwd op de oude fundamenten. De enige originele gebouwen zijn het muntgebouw en een van de wachttorens. Het Shwenandawklooster, op de Mandalayheuvel net buiten de stad, is het derde overgebleven originele gebouw. Dit gebouw werd na de dood van koning Mindon gedemonteerd en op de huidige plaats herbouwd.